# دژامبیچی
دژامبیچی (به لاتین: Dzhambichi) یک منطقهٔ مسکونی در روسیه است که در شهرستان کراسنوگواردیسکی، آدیغیه واقع شده‌است.